# Verzetsmonument Zuiderbegraafplaats

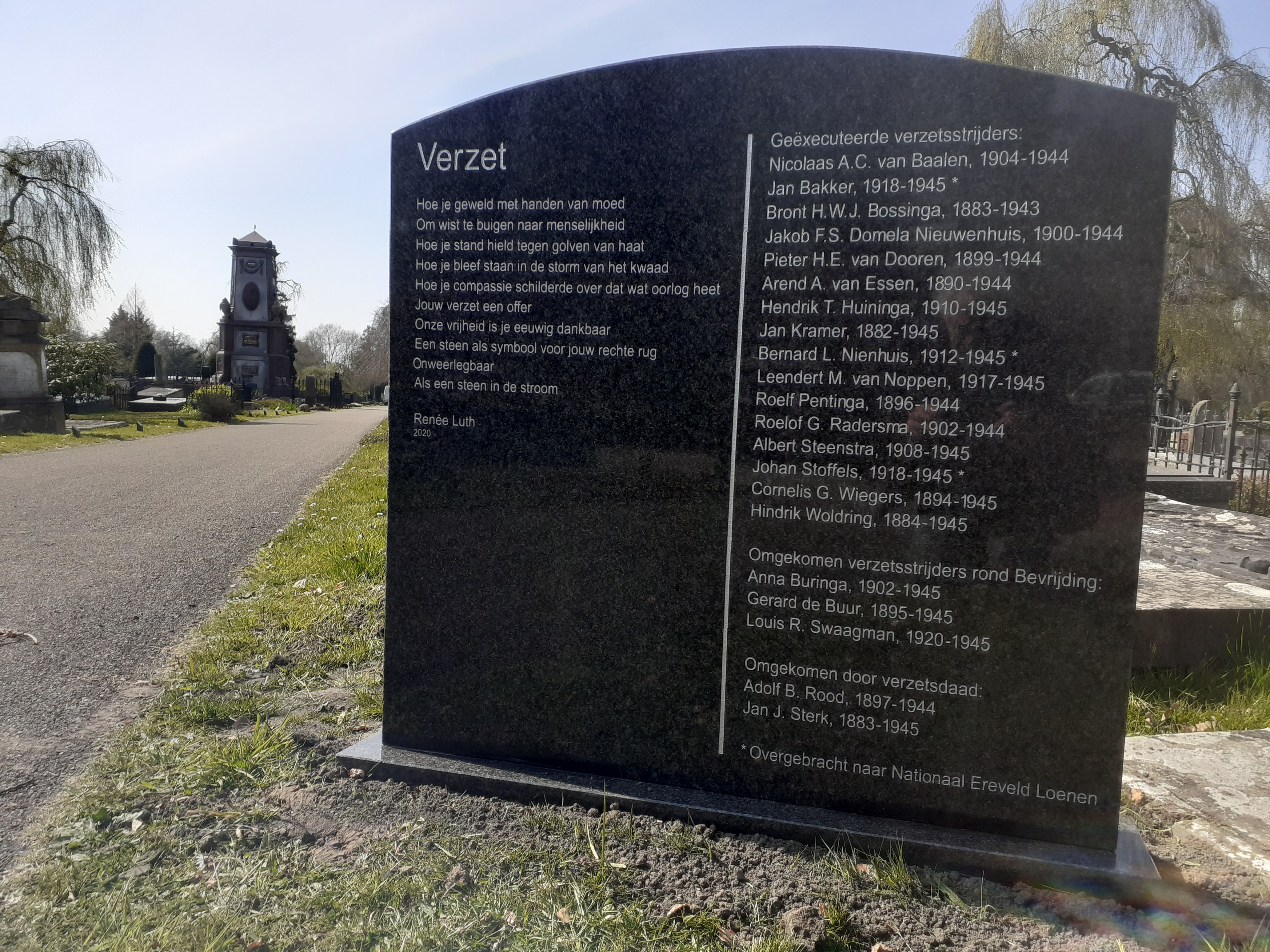
Het verzetsmonument bij de ingang van de Zuiderbegraafplaats in Groningen, met links achter het graf van de familie Scholten

Op de Zuiderbegraafplaats in Groningen is in 2020 een monument ter nagedachtenis van begraven verzetsstrijders geplaatst. De gemeente Groningen heeft daarvoor een nog lege plek bij de ingang toegewezen.

## Het monument
In april 2020 is het monument geplaatst op initiatief van rondleider en onderzoeker Henk Bakker op deze begraafplaats.
De steen van Impala graniet is rechts vlak bij de ingang geplaatst en geleverd door Steenhouwerij Krul te Peize. De tekst is in de steen gezandstraald en zilverkleurige geverfd. Op de steen staat een gedicht van stadsdichter Renée Luth.

## Namen
Gekozen is om de hier begraven verzetsstrijders en mensen met een verzetsdaad, die in de oorlog of vlak erna zijn geëxecuteerd of omgekomen, op de steen te noemen.
Drie van de 21 stoffelijke overschotten zijn in de loop van de jaren (voor 2023) op verzoek van nabestaanden overgebracht naar de Erebegraafplaats Loenen.

## Financiering
De financiering kon dankzij het J. B. Scholtenfonds, een fonds gevormd uit de nalatenschap van de hier verderop begraven familie Scholten, en de Stichting 4 Mei Herdenking Groningen.

## Onthulling
De officiële onthulling geschiedde vanwege het coronavirus pas op 7 juli 2020. Burgemeester van de stad Groningen, Koen Schuiling, en de kleinzoon van verzetsstrijder Arend van Essen, hielden een toespraak. Anita Selen-Boonstra, secretaris van de Stichting 4 Mei Herdenking Groningen somde de namen op die vermeld staan op de steen. Renée Luth heeft haar gedicht voorgedragen Tevens werd er een minuut stilte gehouden.
De Stichting 4 Mei Herdenking Groningen, de Hanzehogeschool, Stichting Oorlogs- en Verzetscentrum Groningen en familieleden legden een krans.

## Geëxecuteerde verzetsstrijders
- Nicolaas A. C. van Baalen, 1904-1944[1]

- Jan Bakker, 1918-1945*[2]
- Bront H. W. J. Bossinga, 1883-1943[3]
- Jakob F. S. Domela Nieuwenhuis, 1900-1944[4]
- Pieter H. E. van Dooren, 1899-1944[5]
- Arend A. van Essen, 1890-1944[6]
- Hendrik T. Huininga, 1910-1945[7][8]
- Jan Kramer, 1882-1945[9]
- Bernard L. Nienhuis, 1912-1945*[10]
- Leendert M. van Noppen, 1917-1945[11][12]
- Roelf Pentinga, 1896-1944[13][14][15]
- Roelof G. Radersma, 1902-1944[16][17][18]
- Albert Steenstra, 1908-1945[19][20]
- Johan Stoffels, 1918-1945*[21][22]
- Cornelis G. Wiegers, 1894-1945[23][24][25][26][27]
- Hindrik Woldring, 1884-1945[28][29][30][31]

## Omgekomen verzetsstrijders rond de Bevrijding van de stad Groningen
- Anna Buringa, 1902-1945[32][33]
- Gerard de Buur, 1895-1945[34][35]
- Louis R. Swaagman, 1920-1945[36][37]

## Omgekomen door verzetsdaad
- Adolf B. Rood, 1897-1944[38]
- Jan J. Sterk, 1883-1945[39]

* overgebracht naar Nationaal Ereveld Loenen

## Geschiedenis
Jakob Ferdinand Sypko Domela Nieuwenhuis, was een nazaat van de bekende socialist Ferdinand Domela Nieuwenhuis. Zijn beroep was advocaat en procureur en woonde en is doodgeschoten aan de Pelsterstraat 44, Groningen.
Arend Albert van Essen was machinist, machinebankwerker en smid. Van Essen is doodgeschoten in de hal van zijn woning aan het Winschoterdiep 114 (oostkant) te Groningen waarschijnlijk door Jozef Kindel in aanwezigheid van Harm Bouman en Oomke Bouman (geen familie van elkaar).
Roelof Gjalt Radersma is gefusilleerd te Exloo. Hij was elektrotechnisch ambtenaar voor de laagspanningsnetten, chef buitendienst en woonde Groningen, Diephuisstraat 37ª.
Hindrik Woldring was gevangene in Groningen en is als represaille door Duitsers doodgeschoten in De Valom bij Dokkum. Woldring gaf aan Emmasingel 23ª onderdak aan Boekhoven en Aikema, die samen met Anda Kerkhoven en anderen bij de verzetsgroep De Groot zaten.
Roelf Pentinga, was kapitein bij Staatspolitie en lid van het verzet. Hij is doodgeschoten in de bossen van Norg langs de Donderseweg door de Duitse oorlogsmisdadiger Helmuth Johann Schäper.
Albert Steenstra was afdelingschef expeditie, boekhouder en chef wijnhandel. Hij zat ook bij de groep De Groot. Hij is doodgeschoten tijdens zijn arrestatie in zijn huis aan de Hereweg, bij het Hereviaduct, Groningen.

Louis René Swaagman was geboren aan de Praediniussingel 53 en zat op zeevaartschool om stuurman te worden. Hij was stuurmansleerling.

## De graven

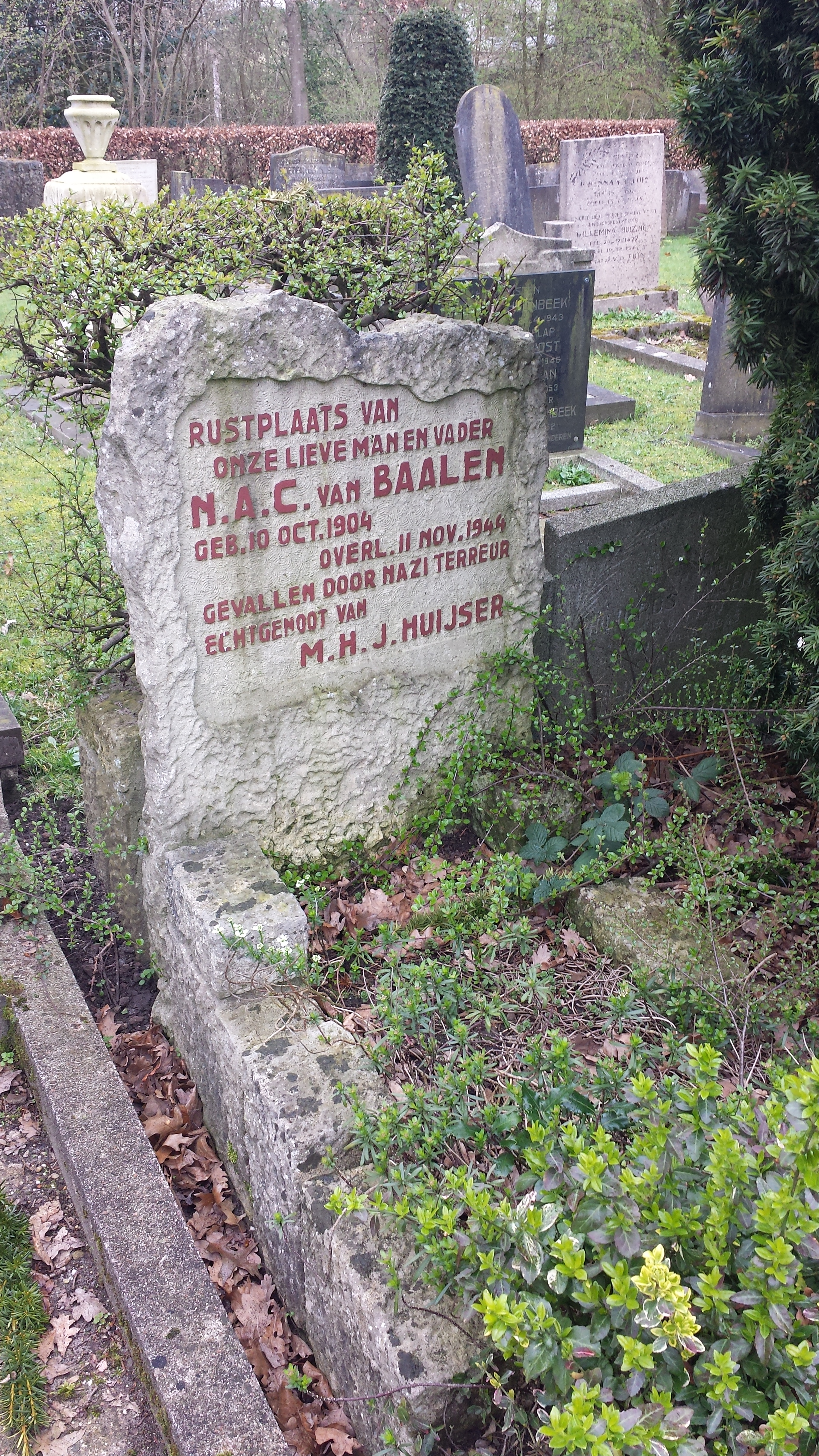
Graf van Nicolaas A. C. van Baalen
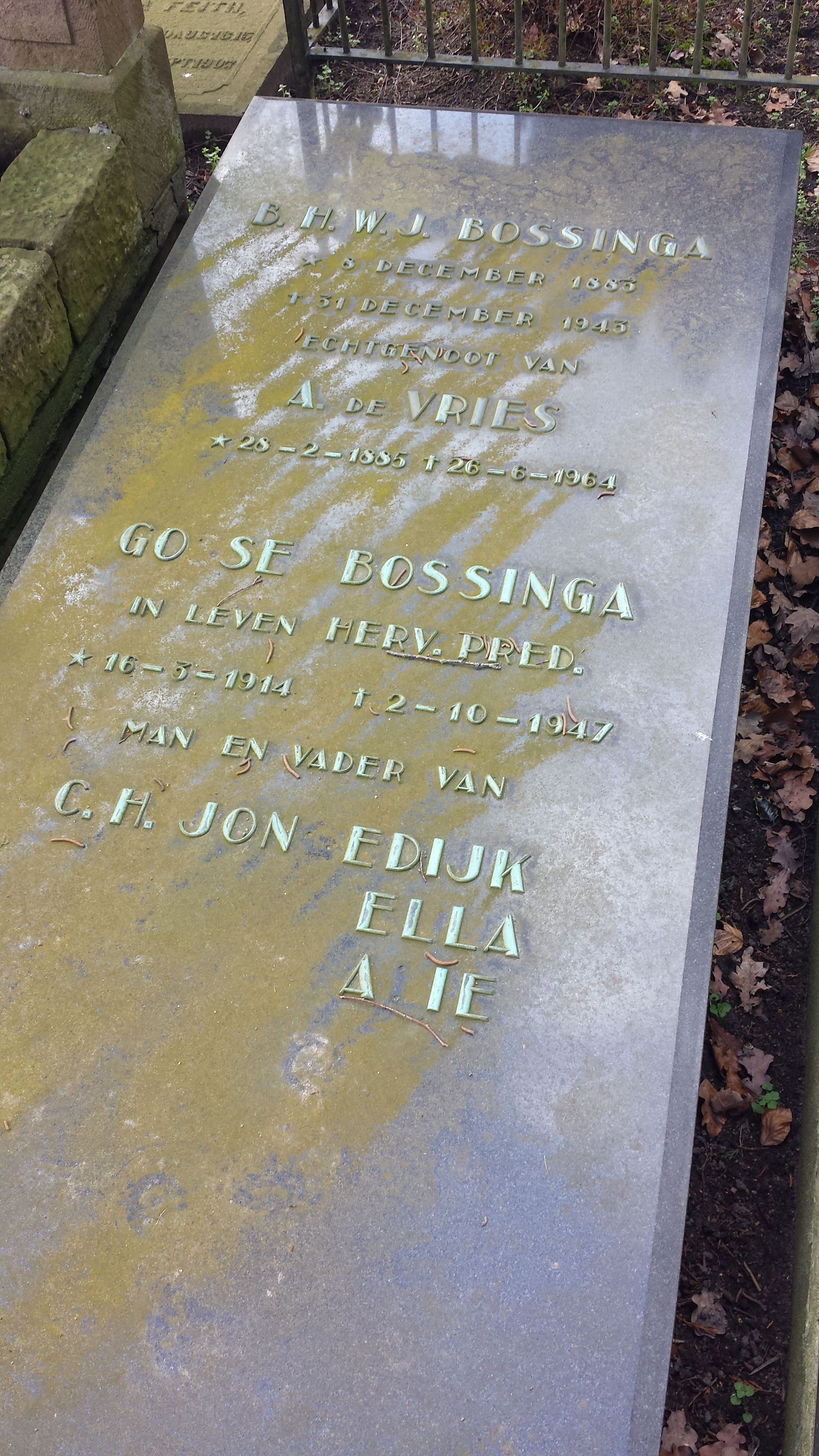
Graf van Bront H. W. J. Bossinga
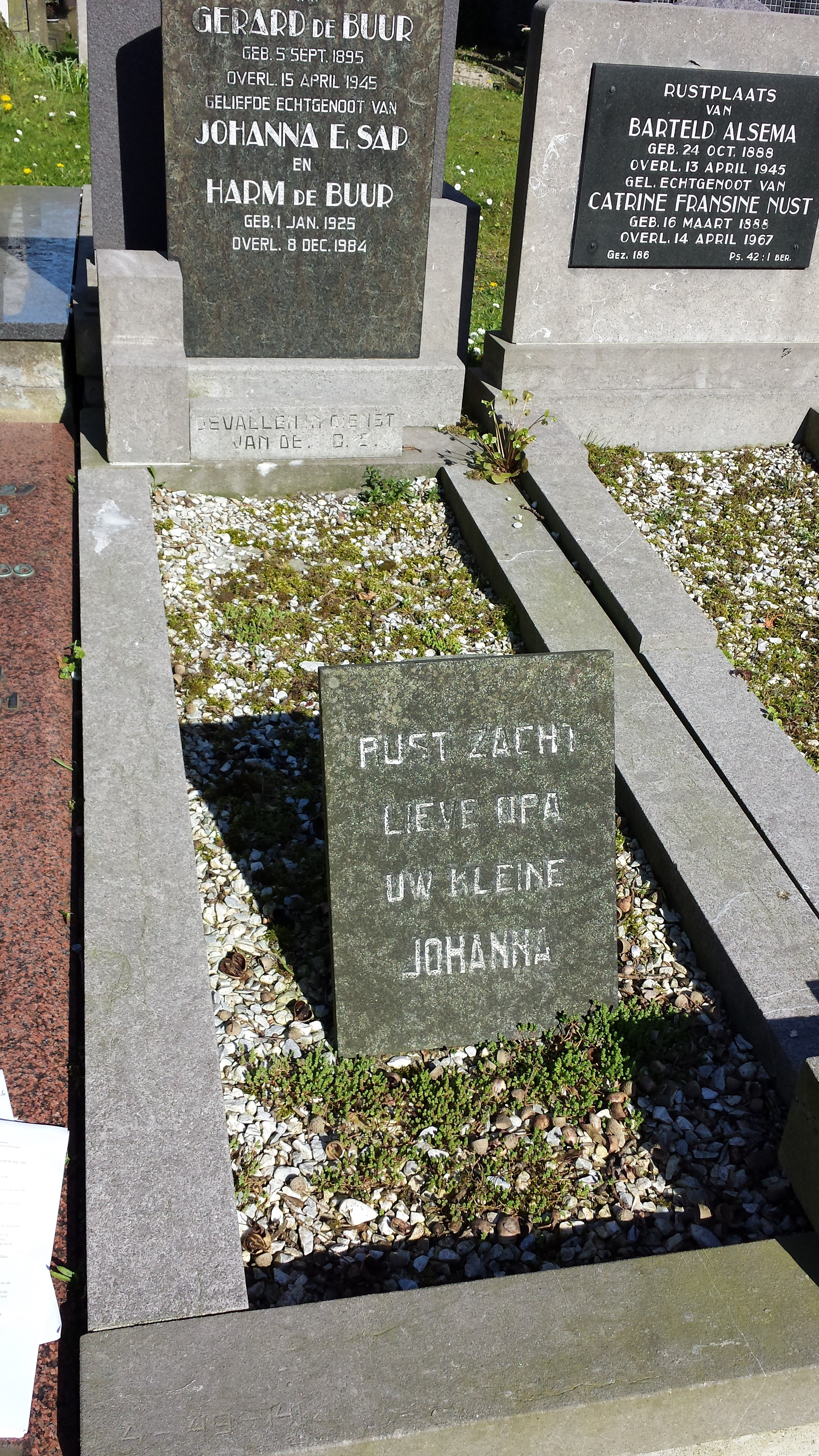
Graf van Gerard de Buur
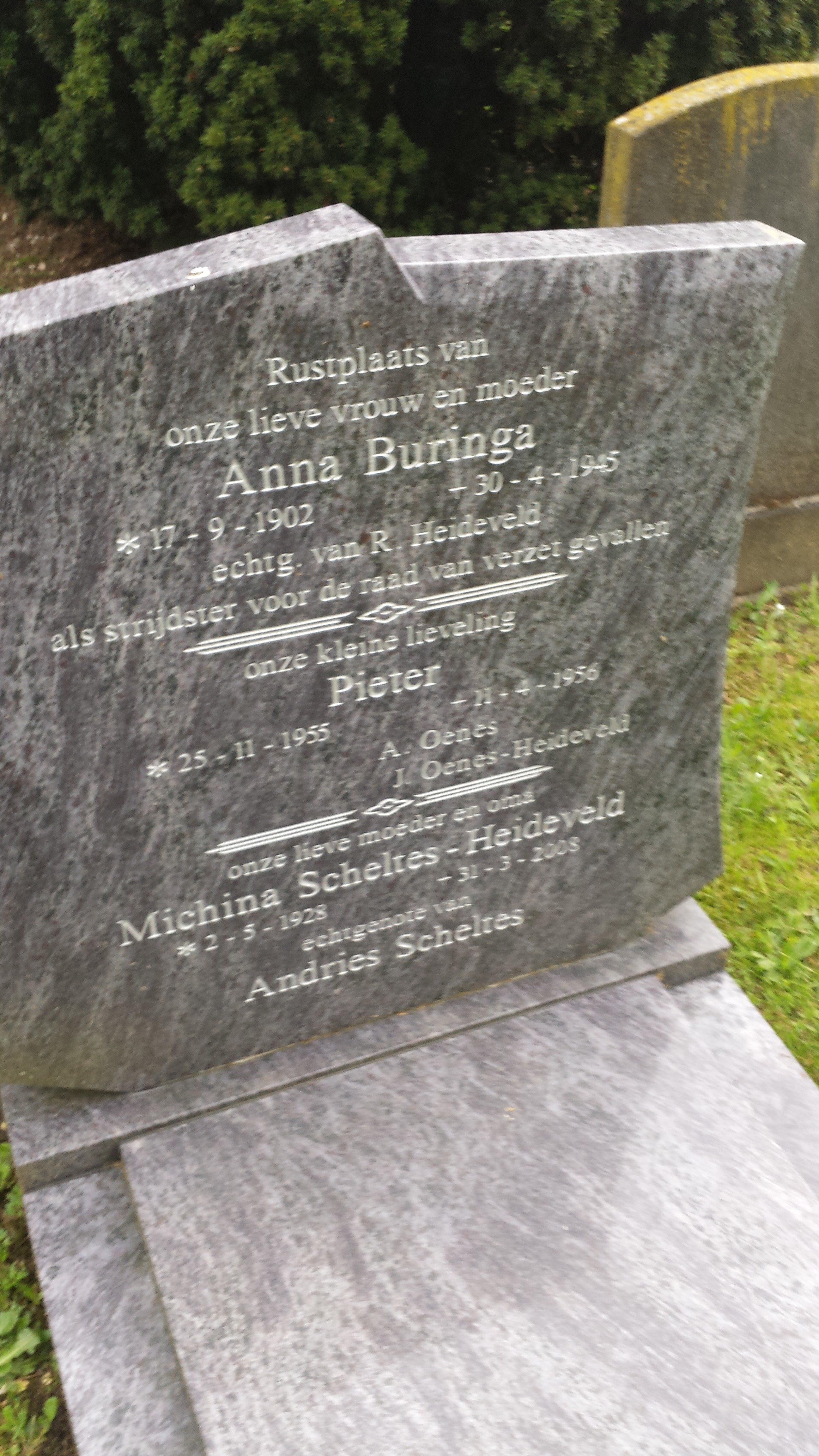
Graf van Anna Buringa
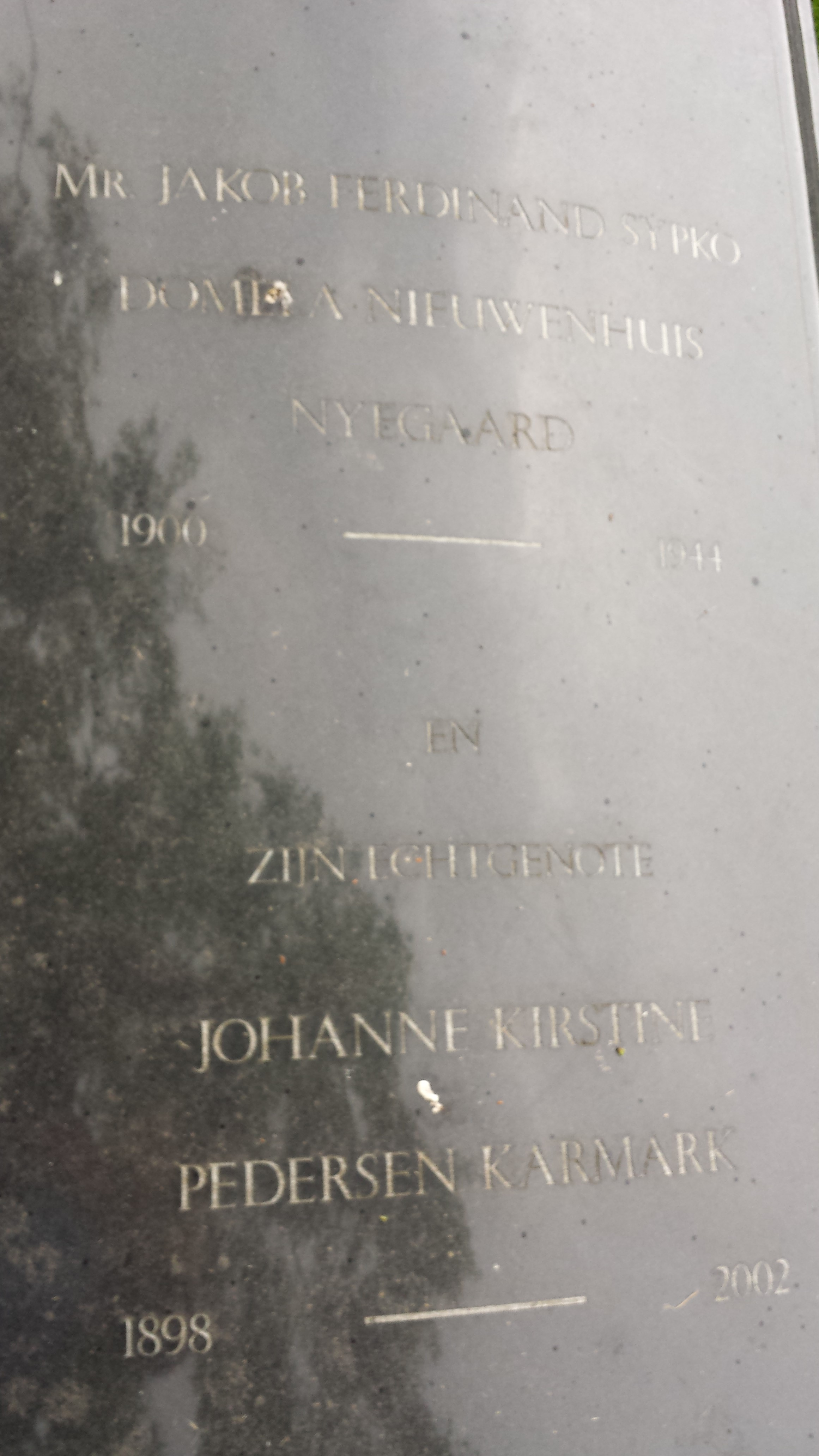
Graf van Jakob F. S. Domela Nieuwenhuis
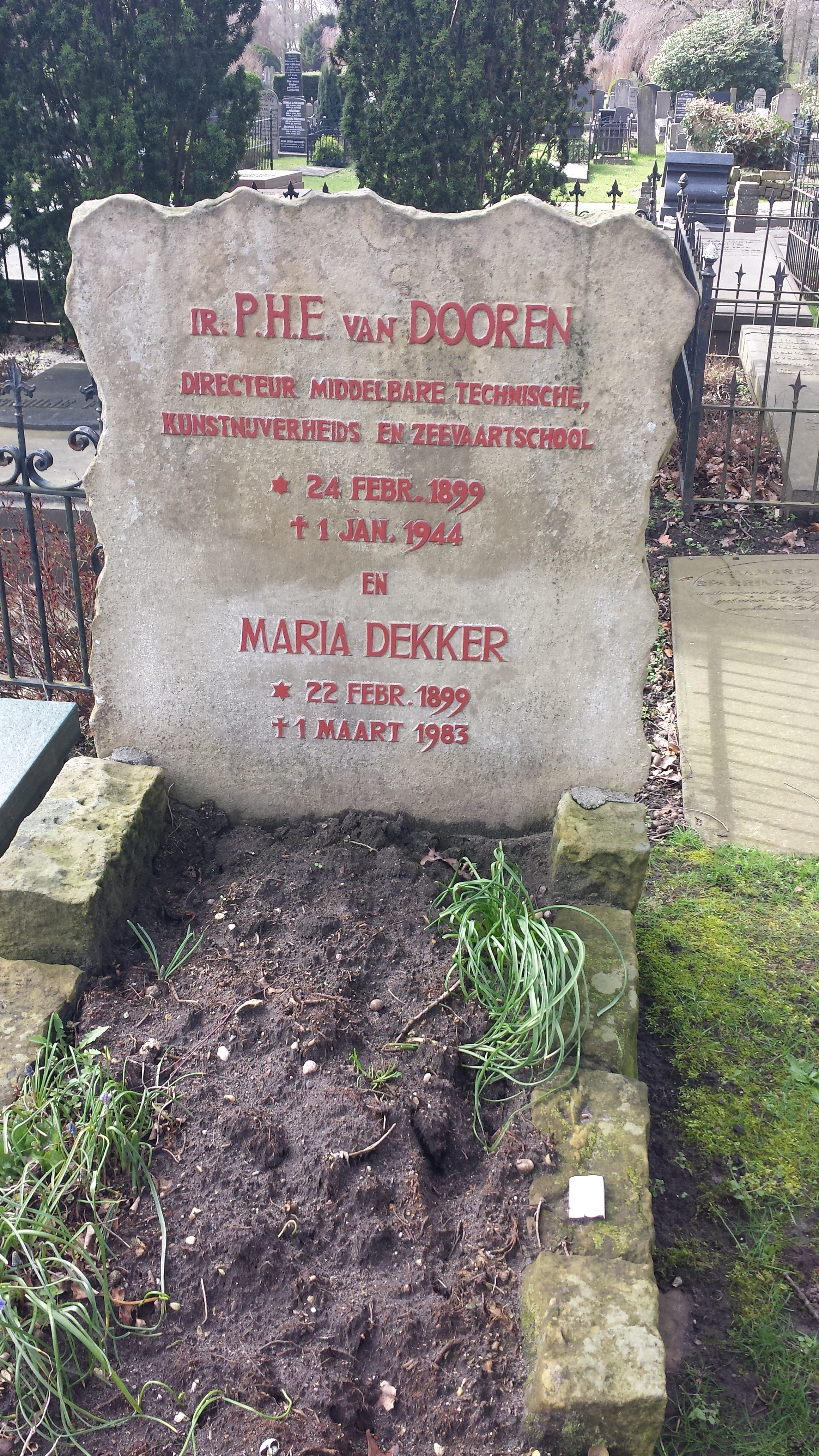
Graf van Pieter H. E. van Dooren
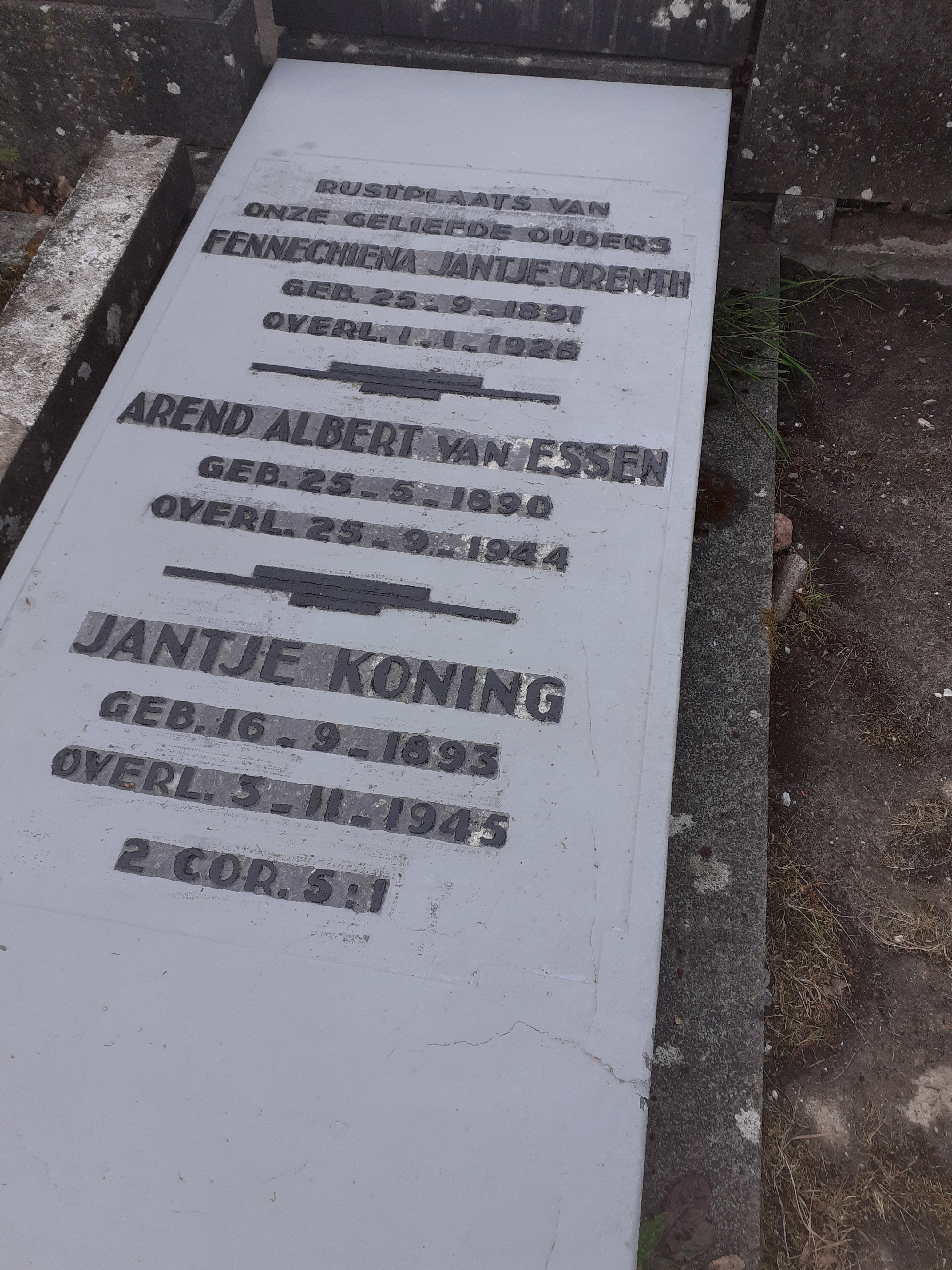
Graf van Arend A. van Essen
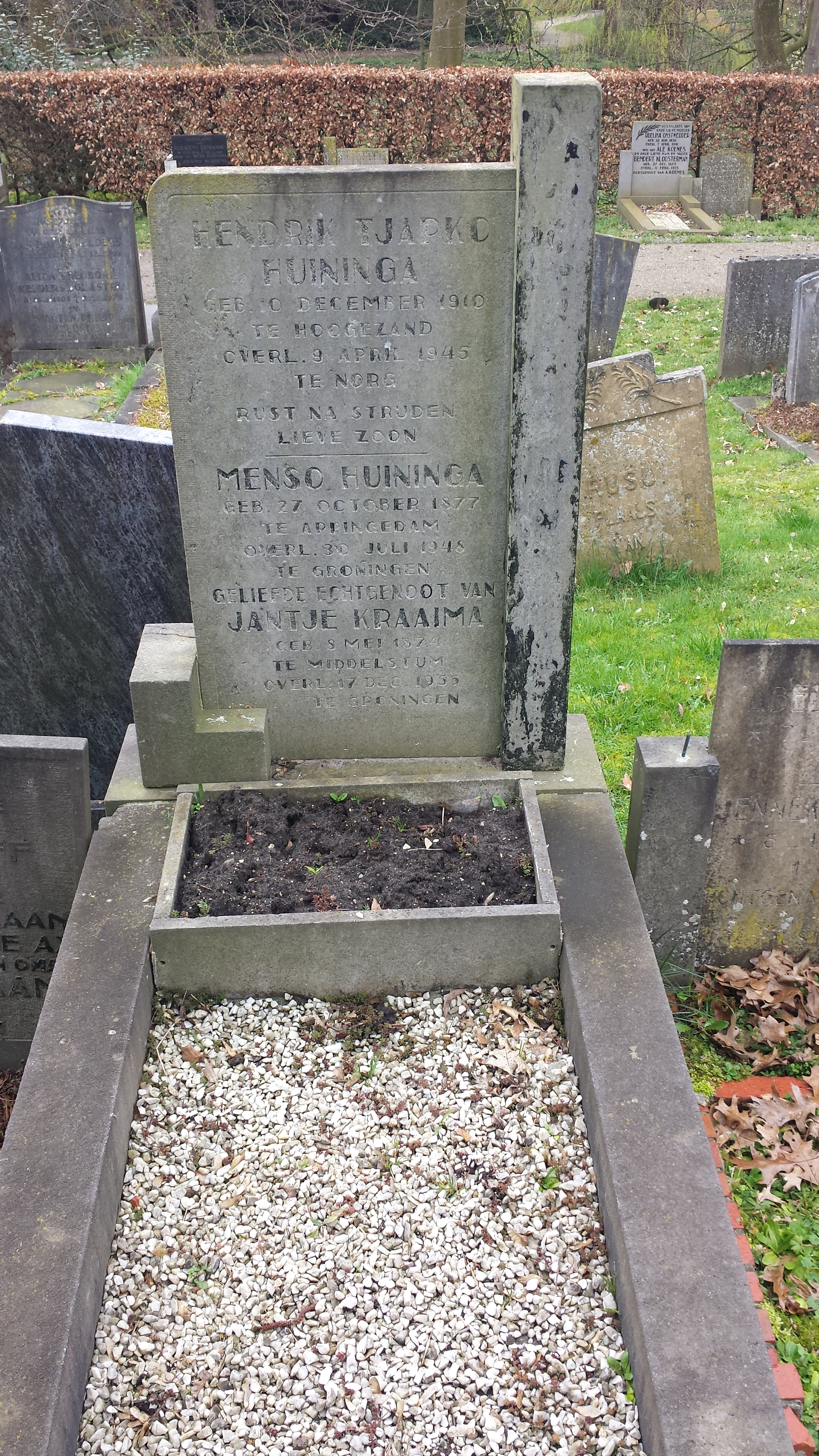
Graf van Hendrik T. Huininga
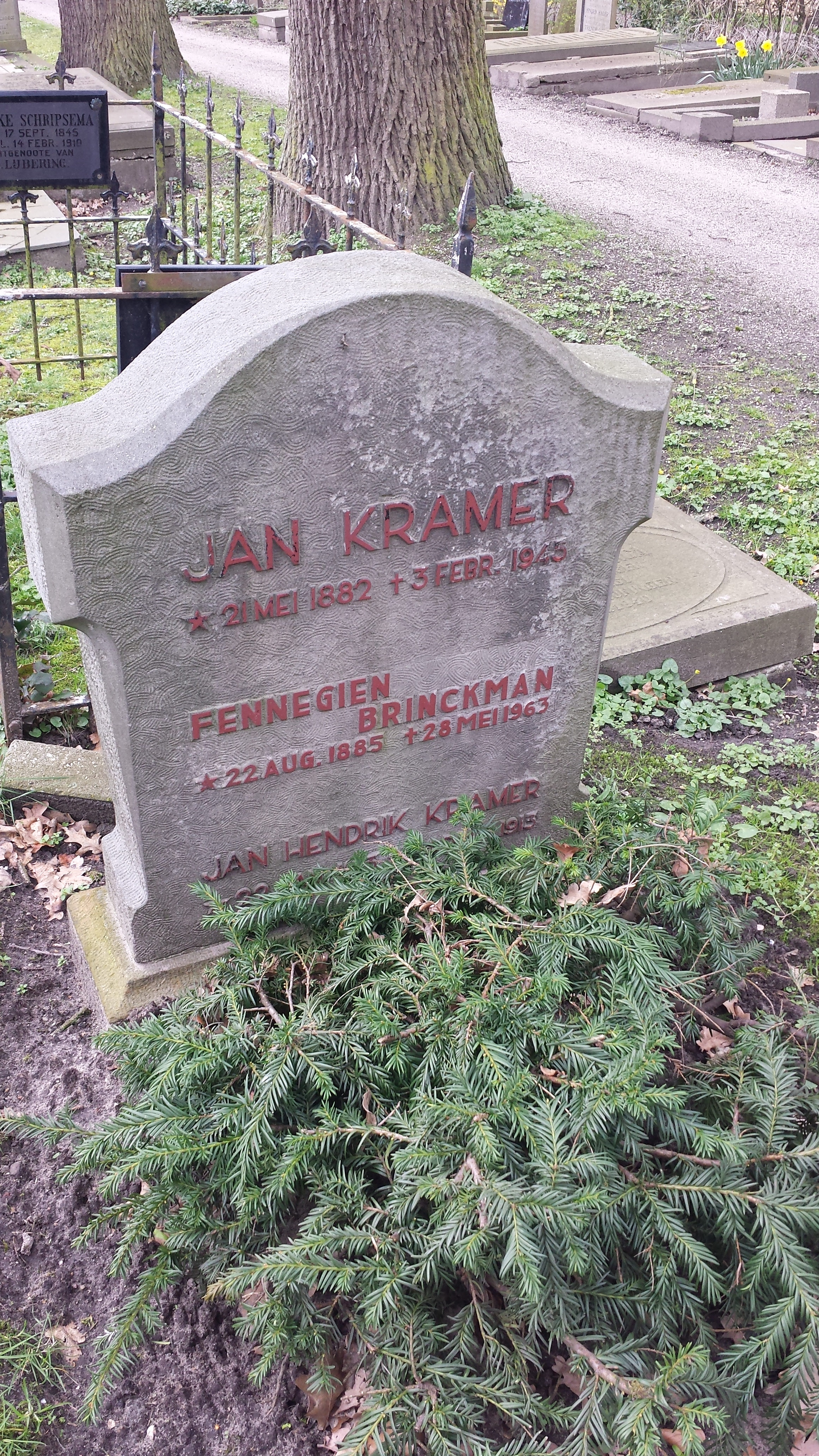
Graf van Jan Kramer
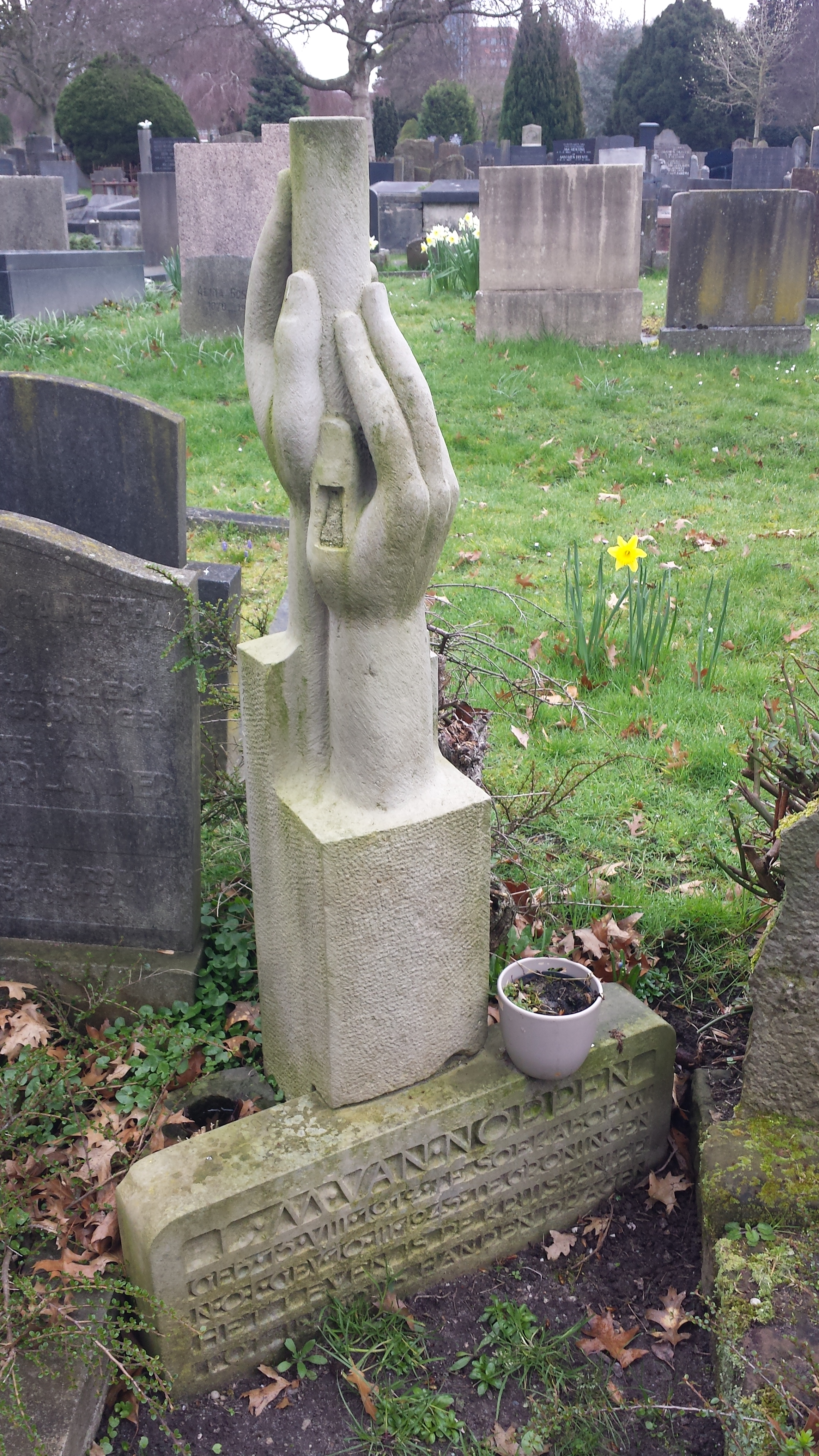
Graf van Leendert M. van Noppen
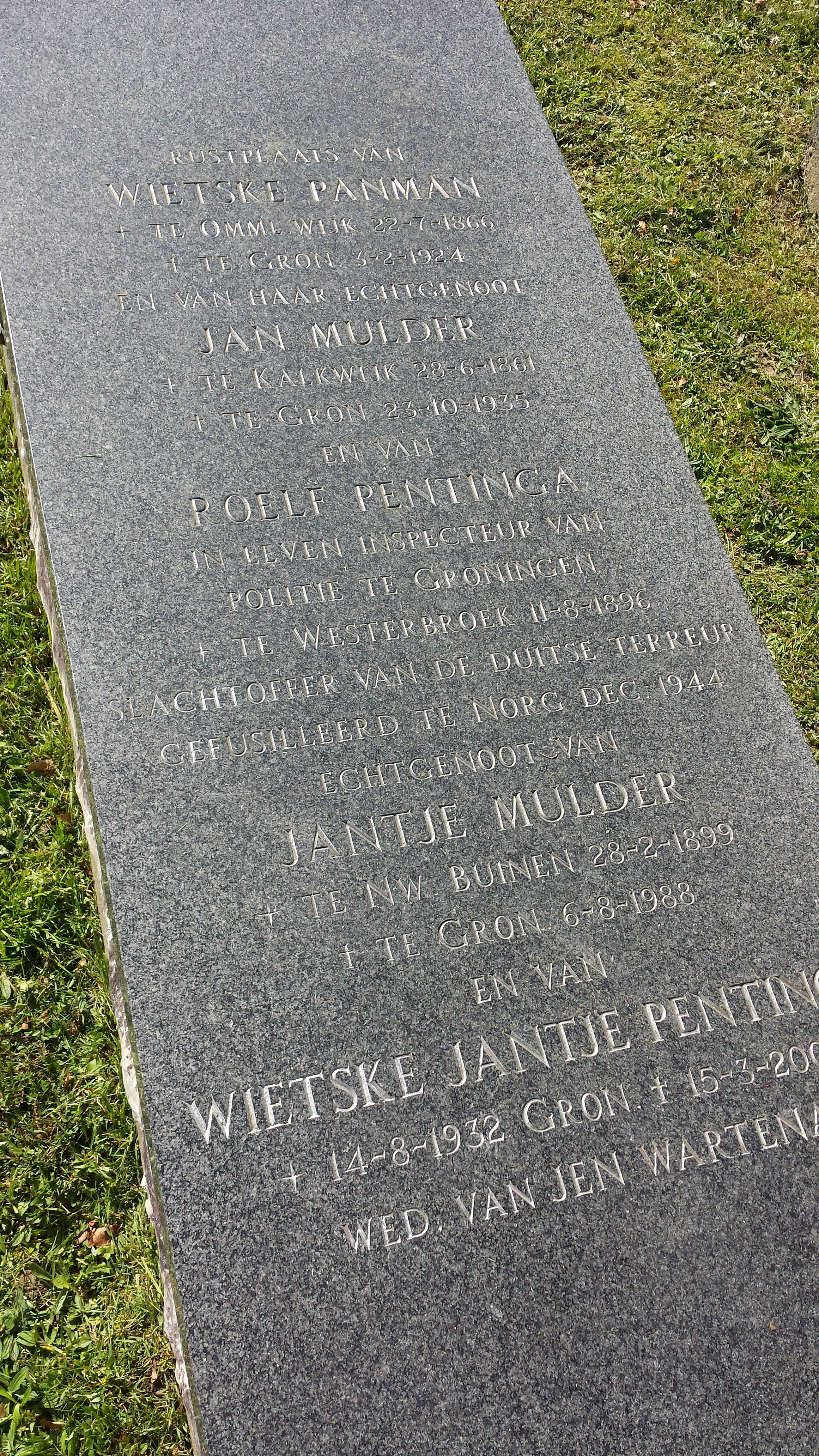
Graf van Roelf Pentinga
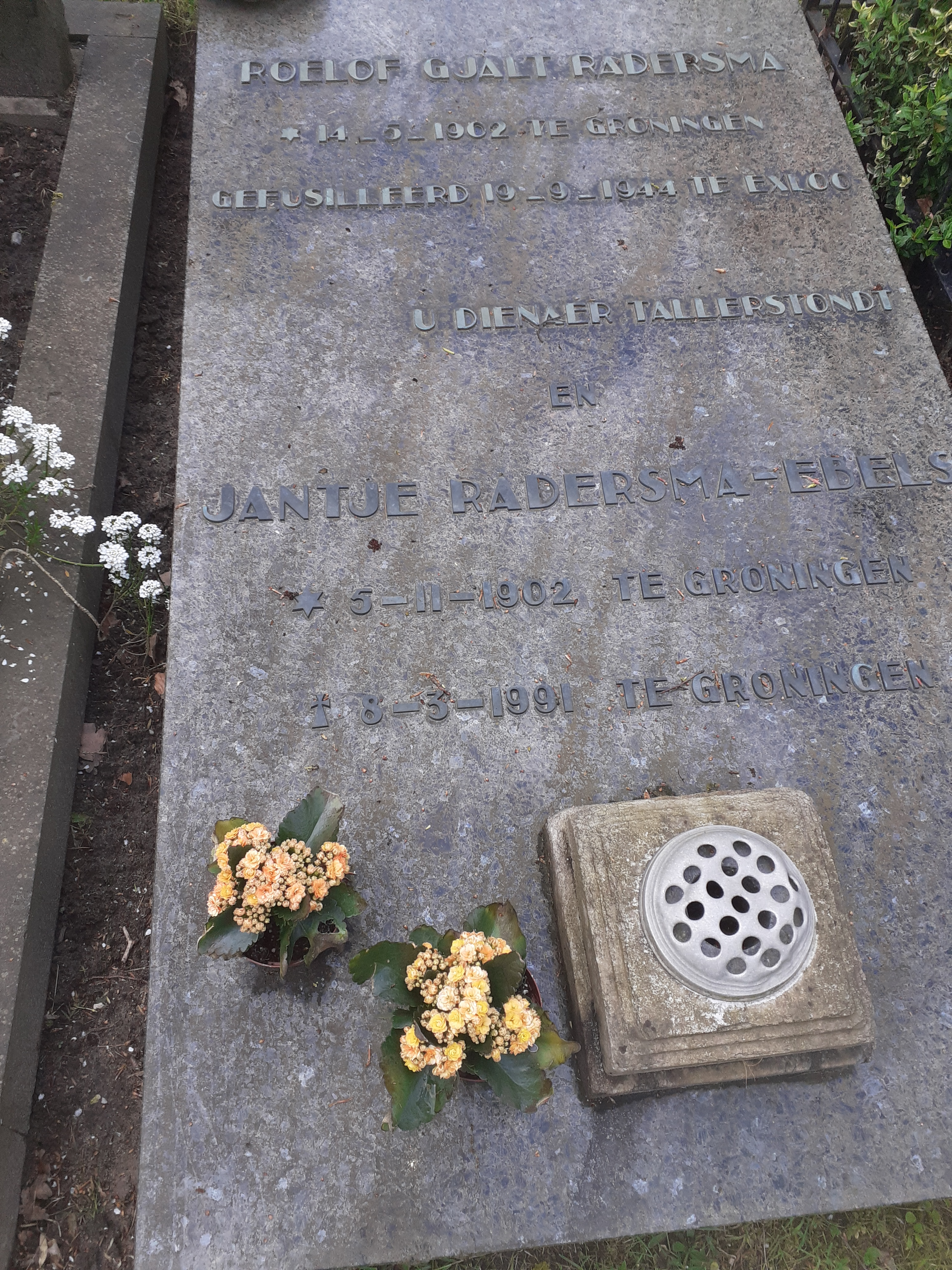
Graf van Roelof G. Radersma
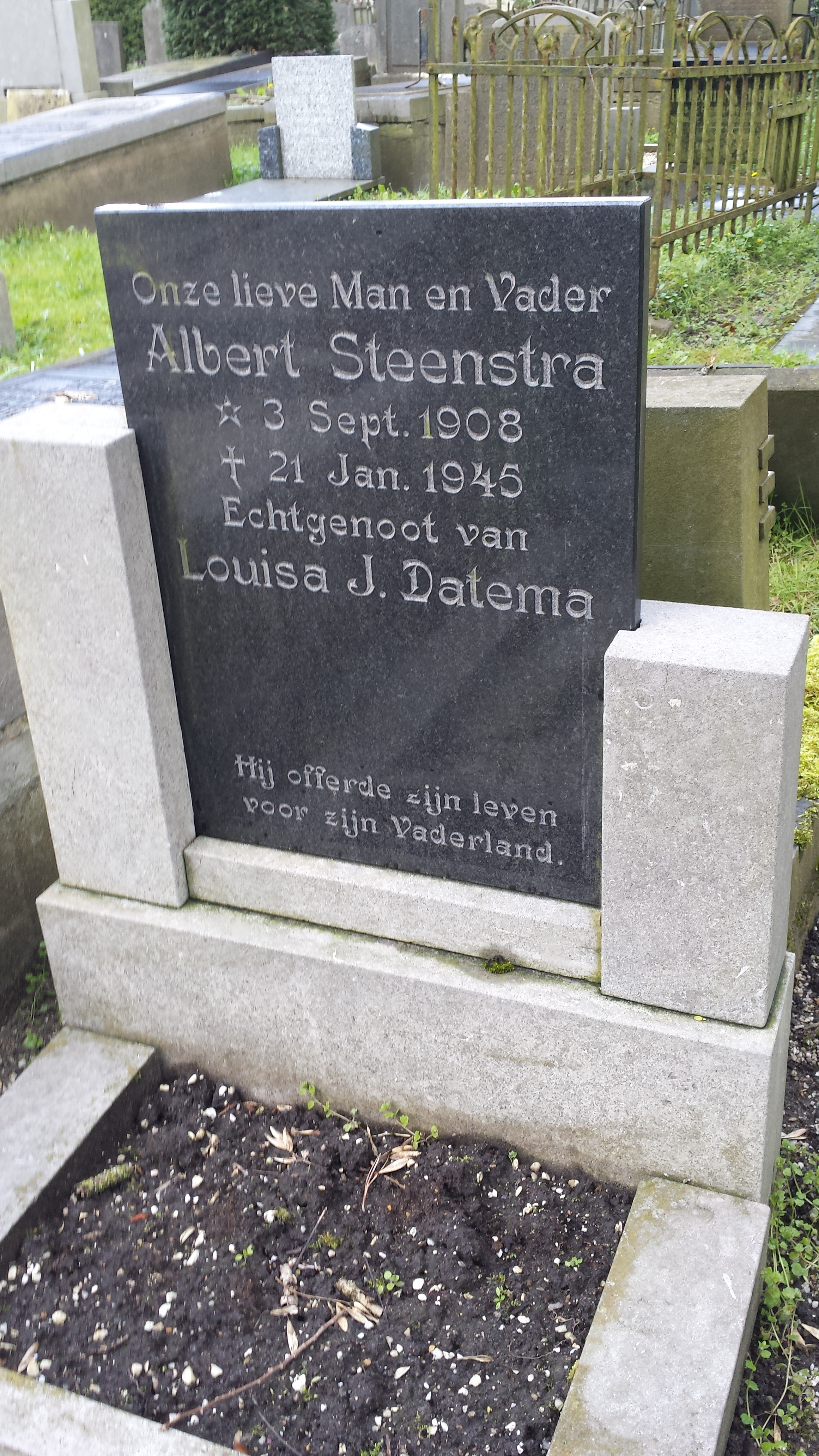
Graf van Albert Steenstra
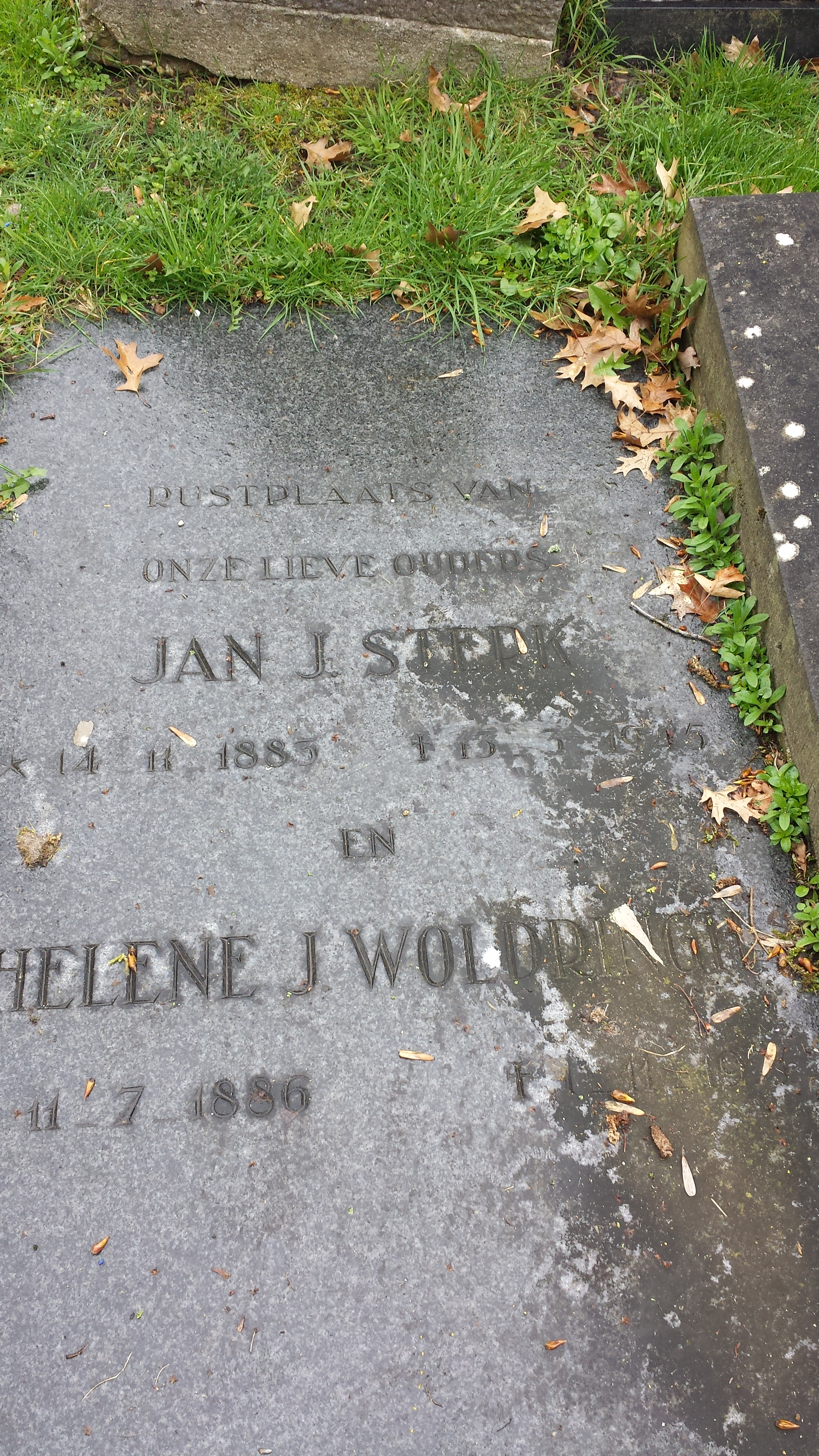
Graf van Jan. J. Sterk
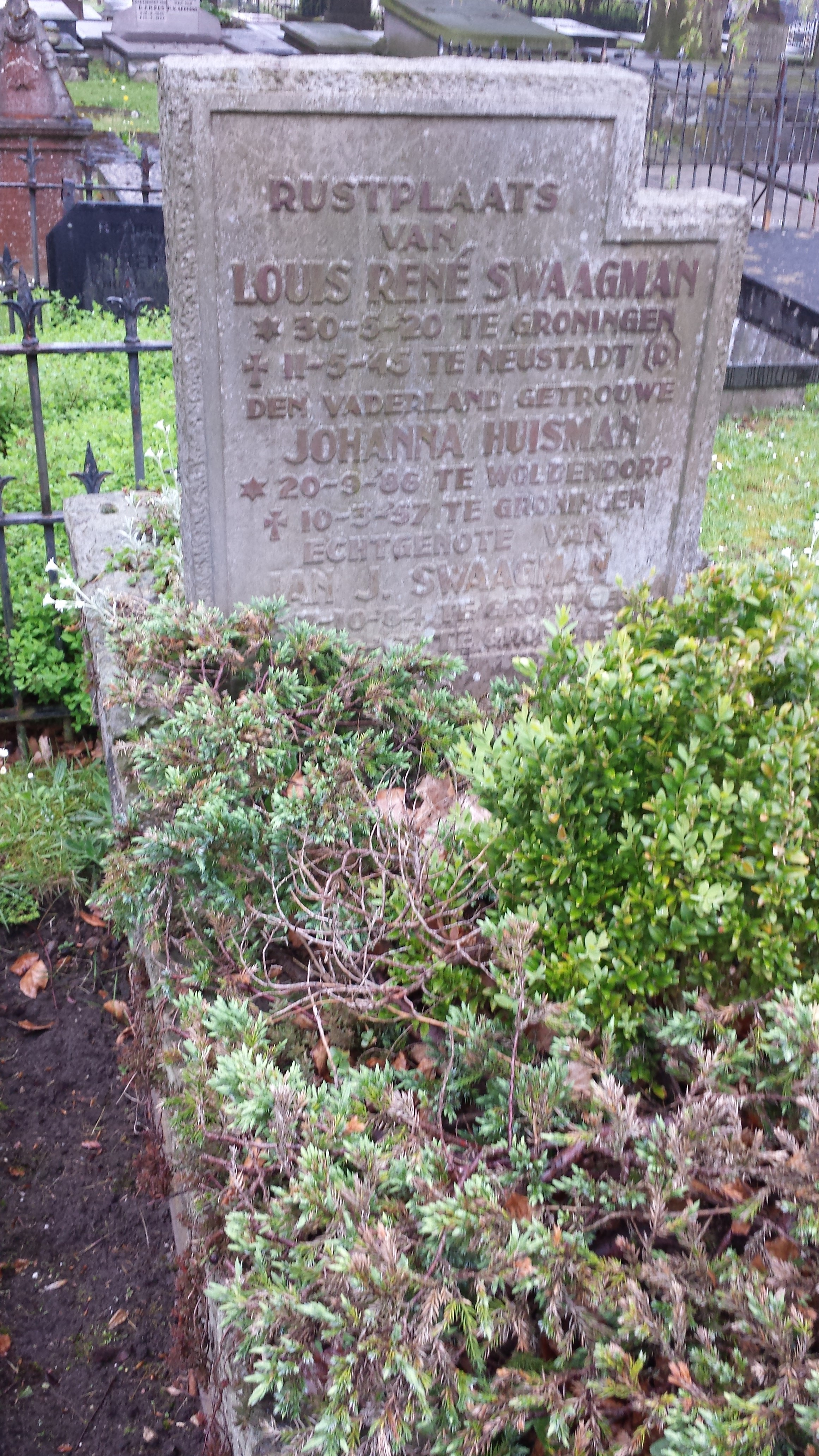
Graf van Louis R. Swaagman
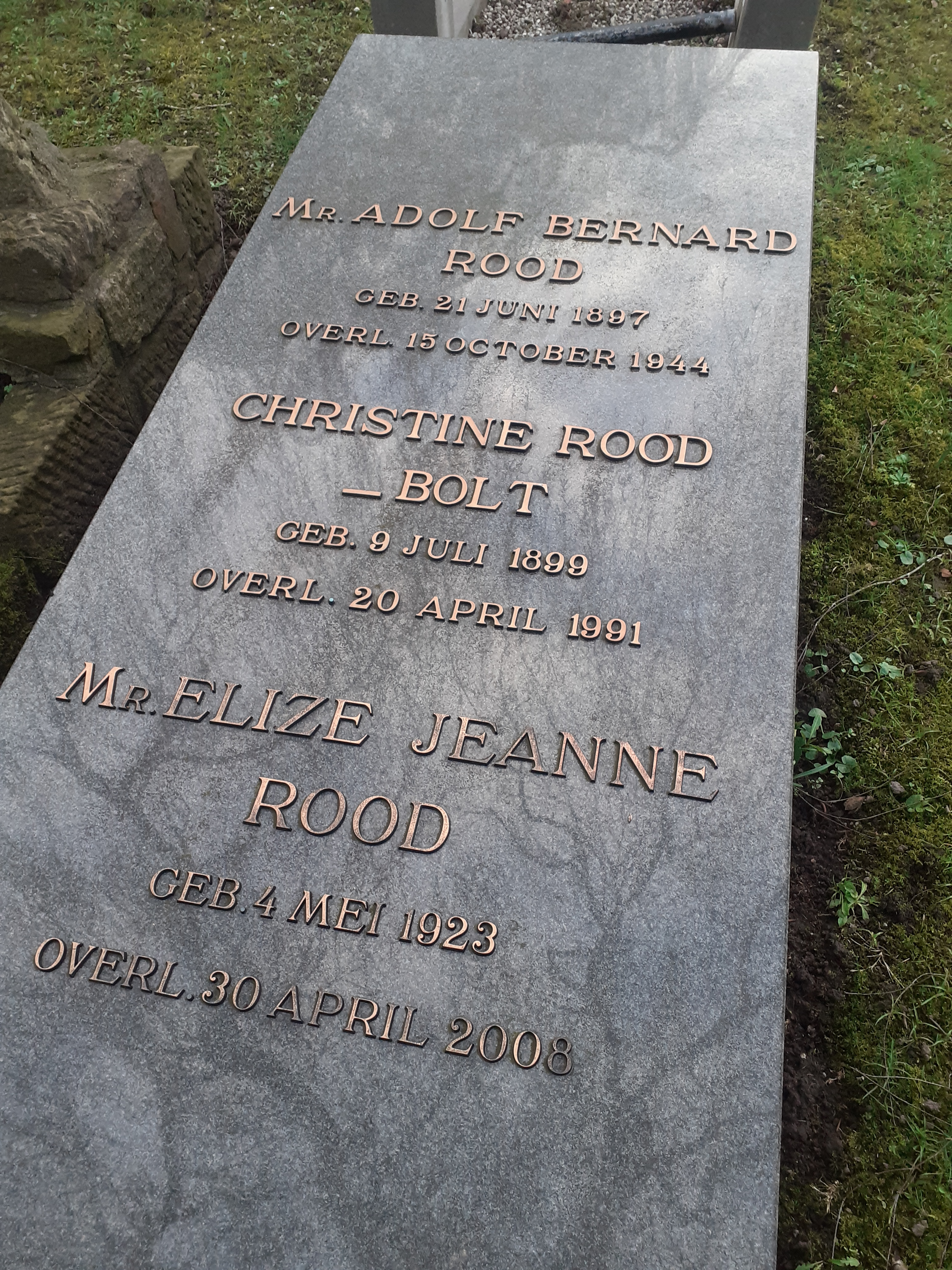
Graf van Adolf B. Rood
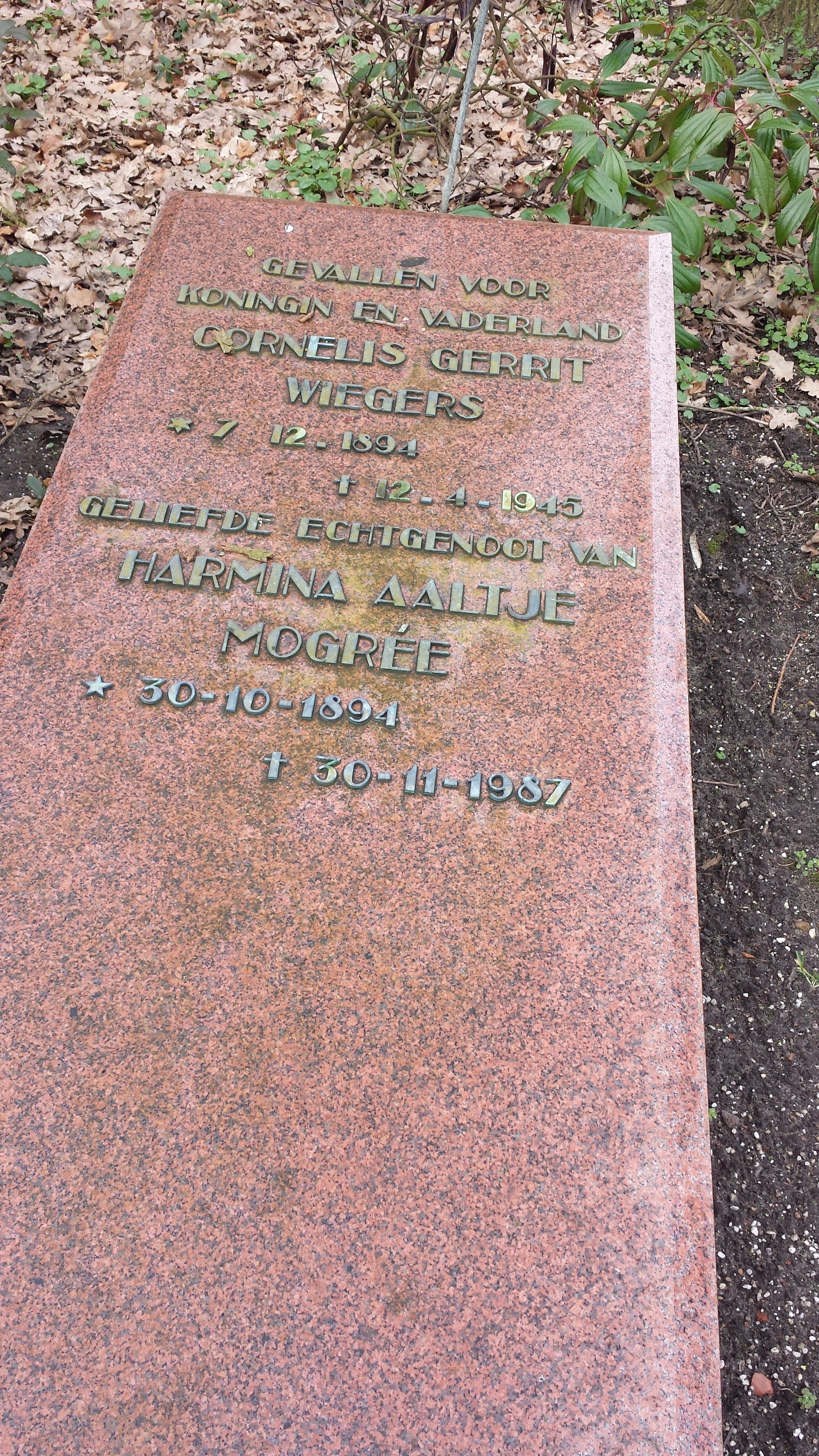
Graf van Cornelis Gerrit Wiegers
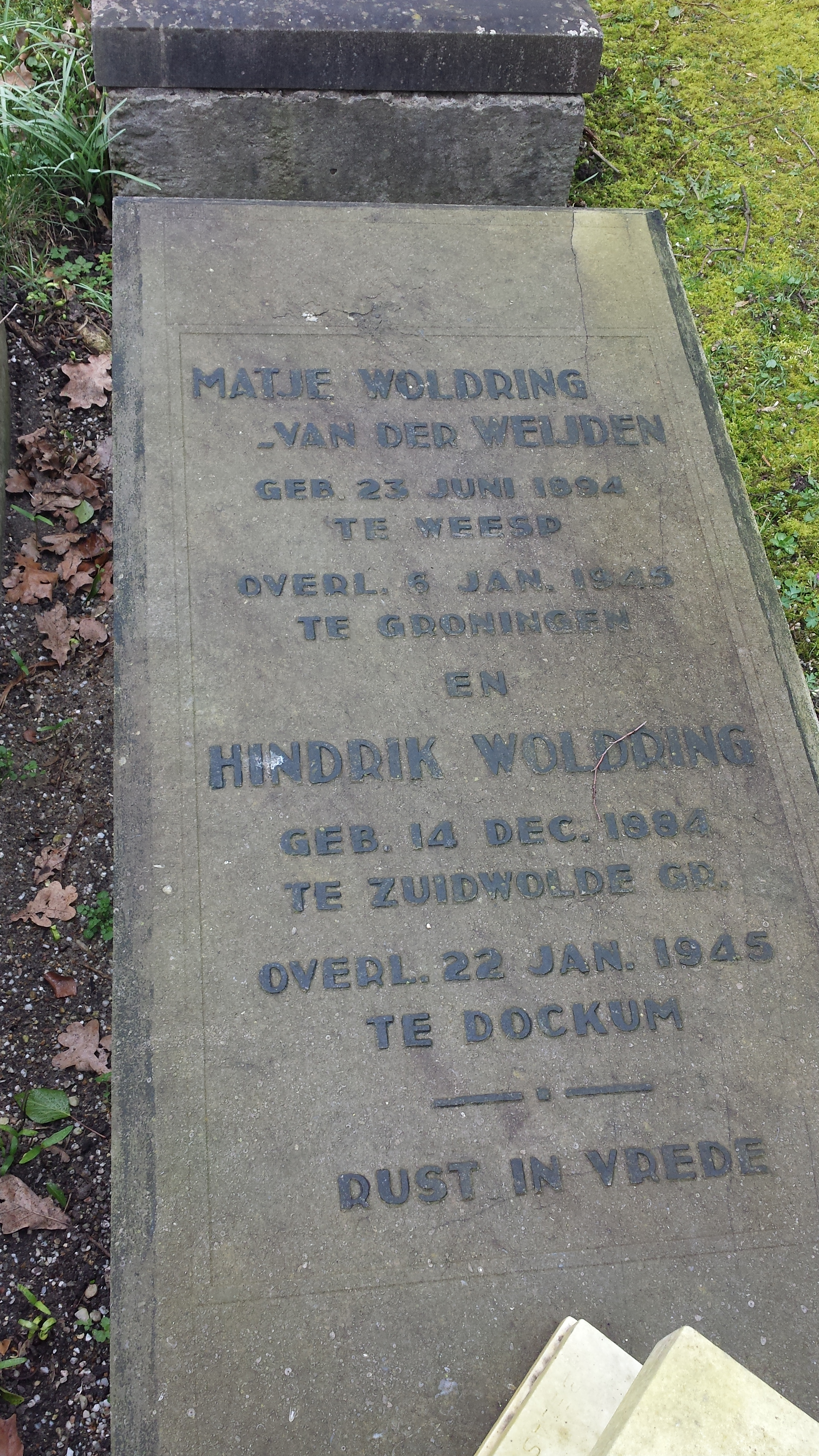
Graf van Hindrik Woldring